# 30-я гвардейская танковая бригада
30-я отдельная гвардейская тяжёлая танковая Выборгская Краснознамённая ордена Суворова бригада — гвардейская танковая бригада Красной армии ВС СССР, в годы Великой Отечественной войны.
Условное наименование — войсковая часть полевая почта (в/ч пп) № 86681.
Сокращённое наименование — 30 гв. оттбр (до 1.12.1944 30 гв. отбр).

## История формирования
Бригада была сформирована на основании директивы заместителя НКО СССР № УФ4/506 от 15 июля 1942 года, как 61-я танковая бригада. Формирование бригады проходило в районе Озерки 1-го Всеволжского района Ленинградской области.
Приказом НКО СССР № 58 от 7 февраля 1943 года 61-й танковой бригаде за мужество и героизм личного состава присвоены почётное звание «Гвардейская» и новый войсковой номер — 30. Бригада стала именоваться: 30-я гвардейская танковая бригада. При преобразовании в гвардейскую бригада имела штаты № 010/345—010/352 и была единственной танковой бригадой Красной армии полностью укомплектованной танками Т-60 и Т-70. 
На 7 февраля 1943 года бригада имела:
- танков Т-60 — по списку 53 шт

боеспособных 8 шт, сгорело 8 шт, завязло в болоте 8 шт, подбито артогнём 19 шт, технически неисправных 10 шт
- танков Т-70 — по списку 27 шт

боеспособных 9 шт, сгорело 9 шт, подбито артогнём 3 шт, технически неисправных 6 шт
Приказом НКО СССР № 00106 от 21 июня 1943 года бригада была переведена на штаты № 010/270—010/277.
В конце декабря 1943 года бригада была выведена в район Всеволожского и Токсово, где на основании директивы Генерального штаба КА № орг/3/2244 от 31 декабря 1943 года бригада была переведена на штаты № 010/500—010/506. На вооружение бригады были поставлены танки Т-34, вместо выведенного из состава бригады бронеавтомобильного батальона был сформирован 3-й танковый батальон.
По состоянию на май 1944 года танки бригады имели нумерацию с 400 по 499.
На основании директивы ГШ КА № Орг/3/315085 от 1 декабря 1944 года бригада была преобразована в 30-ю отдельную гвардейскую тяжёлую танковую бригаду и переведена на новый штат. Её танковые батальоны получили на вооружение тяжёлые танки ИС-2 и переформированы в 93-й, 94-й, 95-й гвардейские тяжёлые танковые полки.

## Участие в боевых действиях
Период вхождения в действующую армию: 7 февраля 1943 года — 12 ноября 1944 года, 1 января 1945 года — 9 мая 1945 года.

## Состав
При преобразовании в гвардейскую:
- Управление бригады (штат № 010/345)
- 548-й отдельный танковый батальон (штат № 010/398)
- 549-й отдельный танковый батальон (штат № 010/398)
- Отдельный бронеавтомобильный батальон (проект дополнения к штату)
- Моторизованный стрелково-пулемётный батальон (штат № 010/347)
- Рота управления (штат № 010/350)
- Рота технического обеспечения (штат № 010/351)
- Медико-санитарный взвод (штат № 010/352)
- Особый отдел НКВД (по особому штату)

С июня 1943 года:
- Управление бригады (штат № 010/270)
- 548-й отдельный танковый батальон (штат № 010/271)
- 549-й отдельный танковый батальон (штат № 010/272)
- Мотострелково-пулемётный батальон (штат № 010/273)
- Истребительно-противотанковая батарея (штат № 010/274)
- Рота управления (штат № 010/275)
- Рота технического обеспечения (штат № 010/276)
- Медико-санитарный взвод (штат № 010/277)
- Рота противотанковых ружей (штат № 010/375)

С декабря 1943 года:
- Управление бригады (штат № 010/500)
- 1-й отдельный танковый батальон (штат № 010/501)
- 2-й отдельный танковый батальон (штат № 010/501)
- 3-й отдельный танковый батальон (штат № 010/501)
- Моторизованный батальон автоматчиков (штат № 010/502)
- Зенитно-пулемётная рота (штат № 010/503)
- Рота управления (штат № 010/504)
- Рота технического обеспечения (штат № 010/505)
- Медико-санитарный взвод (штат № 010/506)

С декабря 1944 года:
- Управление бригады [штат № 010/500]
- 93-й гвардейский тяжёлый танковый полк (штат № 010/460)
- 94-й гвардейский тяжёлый танковый полк (штат № 010/460)
- 95-й гвардейский тяжёлый танковый полк (штат № 010/460)
- Разведывательная рота (штат № 010/526)
- Зенитная рота М-15 (штат № 010/527)
- Рота управления (штат № 010/504)
- Рота технического обеспечения (штат № 010/505)
- Медико-санитарный взвод (штат № 010/506)
- Стрелковое отделение отдела контрразведки «СМЕРШ» (штат № 010/516)

## Подчинение
| Подчинение     | Подчинение               | Подчинение            | Подчинение | Подчинение |
| Дата           | Фронт (округ)            | Армия                 | Корпус     | Примечания |
| -------------- | ------------------------ | --------------------- | ---------- | ---------- |
| 1.03.1943 года | Ленинградский фронт      | фронтового подчинения | -          | -          |
| 1.04.1943 года | Ленинградский фронт      | фронтового подчинения | -          | -          |
| 1.05.1943 года | Ленинградский фронт      | 67-я армия            | -          | -          |
| 1.06.1943 года | Ленинградский фронт      | 67-я армия            | -          | -          |
| 1.07.1943 года | Ленинградский фронт      | 67-я армия            | -          | -          |
| 1.08.1943 года | Ленинградский фронт      | 67-я армия            | -          | -          |
| 1.09.1943 года | Ленинградский фронт      | фронтового подчинения | -          | -          |
| 1.10.1943 года | Ленинградский фронт      | фронтового подчинения | -          | -          |
| 1.11.1943 года | Ленинградский фронт      | фронтового подчинения | -          | -          |
| 1.12.1943 года | Ленинградский фронт      | фронтового подчинения | -          | -          |
| 1.01.1944 года | Ленинградский фронт      | фронтового подчинения | -          | -          |
| 1.02.1944 года | Ленинградский фронт      | 2-я ударная армия     | -          | -          |
| 1.03.1944 года | Ленинградский фронт      | 2-я ударная армия     | -          | -          |
| 1.04.1944 года | Ленинградский фронт      | 59-я армия            | -          | -          |
| 1.05.1944 года | Ленинградский фронт      | фронтового подчинения | -          | -          |
| 1.06.1944 года | Ленинградский фронт      | фронтового подчинения | -          | -          |
| 1.07.1944 года | Ленинградский фронт      | 21-я армия            | -          | -          |
| 1.08.1944 года | Ленинградский фронт      | фронтового подчинения | -          | -          |
| 1.09.1944 года | Ленинградский фронт      | фронтового подчинения | -          | -          |
| 1.10.1944 года | Ленинградский фронт      | фронтового подчинения | -          | -          |
| 1.11.1944 года | Ленинградский фронт      | фронтового подчинения | -          | -          |
| 1.12.1944 года | Московский военный округ | окружного подчинения  | -          | -          |
| 1.01.1945 года | 2-й Белорусский фронт    | 2-я ударная армия     | -          | -          |
| 1.02.1945 года | 2-й Белорусский фронт    | 2-я ударная армия     | -          | -          |
| 1.03.1945 года | 2-й Белорусский фронт    | 2-я ударная армия     | -          | -          |
| 1.04.1945 года | 2-й Белорусский фронт    | 2-я ударная армия     | -          | -          |
| 1.05.1945 года | 2-й Белорусский фронт    | 65-я армия            | -          | -          |

## Командование бригады

### Командиры бригады
- Хрустицкий, Владислав Владиславович (07.02.1943 — 26.01.1944), гвардии полковник (погиб 26.01.1944);
- Соколов, Сергей Александрович[13] (26.01.1944 — 07.02.1944), гвардии полковник (ВРИД);
- Шпиллер, Иосиф Борисович (07.02.1944 — 25.05.1944), гвардии полковник;
- Соколов Сергей Александрович (26.05.1944 — 23.12.1944), гвардии полковник;
- Киселёв, Михаил Захарович[14] (24.12.1944[9] — 20.02.1945), гвардии генерал-майор танковых войск (20.02.1945 ранен и эвакуирован);
- Игонин, Иван Георгиевич[15] (21.02.1945 — 06.1945), гвардии полковник[16][17]

### Заместитель командира бригады по политической части
- Румянцев Фёдор Кузьмич (07.02.1943 — 19.06.1943), гвардии подполковник[18]

### Начальники штаба бригады
- Соколов Сергей Александрович (07.02.1943 — 17.04.1944), гвардии подполковник;
- Баскаков Василий Алексеевич[19] (19.06.1944 — 19.09.1944), гвардии майор;
- Лукин Василий Михайлович (15.11.1944 — 06.05.1945), гвардии подполковник;
- Кабанов Алексей Иванович (05.1945 — 10.06.1945), гвардии подполковник[20]

### Начальники политотдела, с 06.1943 он же заместитель командира по политической части
- Борисовнин Михаил Павлович (07.02.1943 — 19.06.1943), гвардии подполковник;
- Румянцев Фёдор Кузьмич (19.06.1943 — 27.10.1945), гвардии подполковник, с 11.05.1944 гвардии полковник[18]

## Отличившиеся воины
| Награда | Ф. И. О.                            | Должность                                                              | Звание  | Дата награждения                 | Примечания                |
| ------- | ----------------------------------- | ---------------------------------------------------------------------- | ------- | -------------------------------- | ------------------------- |
|         | Хиценко, Иван Иванович              | командир танка ИС-122 93-го гвардейского тяжёлого танкового полка      | гвардии | 29.06.1945                       | сгорел в танке 15.01.1945 |
|         | Хрустицкий, Владислав Владиславович | командир бригады                                                       | гвардии | 21.02.1944                       | сгорел в танке 26.01.1944 |
|         | Чередниченко, Марк Васильевич       | старшина роты автоматчиков 94-го гвардейского тяжёлого танкового полка | гвардии | 11.02.1945 16.05.1945 29.06.1945 |                           |

Танкисты-асы
| Ф. И.О                 | Должность                                                  | Звание            | Победы | Типы танков | Обстоятельства подвигов                                                                    |
| ---------------------- | ---------------------------------------------------------- | ----------------- | ------ | ----------- | ------------------------------------------------------------------------------------------ |
| Хиценко, Иван Иванович | командир танка 93-го гвардейского тяжёлого танкового полка | гвардии лейтенант | 5      | ИС-122      | сжёг 2 и подбил 3 тяжёлых танка «Тигр», в одном бою 15 января 1945 года. В этом бою погиб. |

## Награды и почётные наименования
| Награда (наименование)             | Дата награждения                                                            | За что получена |
| ---------------------------------- | --------------------------------------------------------------------------- | --- |
| Почётное звание «Гвардейская»      | присвоено приказом НКО СССР № 58 от 7 февраля 1943 года                     | за проявленную отвагу в боях за Отечество с немецкими захватчиками, за стойкость, мужество, дисциплину и организованность, за героизм личного состава                                      |
| Почётное наименование «Выборгская» | присвоено приказом Верховного главнокомандующего № 0173 от 2 июля 1944 года | за отличия в боях при прорыве линии Маннергейма и овладении городом и крепостью Выборг |
| Орден Красного Знамени             | награждена указом Президиума Верховного Совета СССР от 5 апреля 1945 года   | за образцовое выполнение заданий командования в боях при прорыве к побережью Данцигской бухты и овладении городами Мюльхаузен, Мариенбург, Штум, Толькемит и проявленные при этом доблесть |
| Орден Суворова II степени № 911    | награждена указом Президиума Верховного Совета СССР от 4 июня 1945 года     | за образцовое выполнение заданий командования в боях с немецкими захватчиками при овладении островом Рюген и проявленные при этом доблесть и мужество                                      |

Также были удостоены наград и почётных наименований входившие в состав бригады полки:
| 93-й гвардейский тяжёлый танковый ордена Суворова полк | 93-й гвардейский тяжёлый танковый ордена Суворова полк                     | 93-й гвардейский тяжёлый танковый ордена Суворова полк |
| Награда (наименование)                                 | Дата награждения                                                           | За что получена |
| ------------------------------------------------------ | -------------------------------------------------------------------------- | --- |
| Почётное звание «Гвардейский»                          | присвоено при формировании                                                 | |
| Орден Суворова III степени                             | награждена указом Президиума Верховного Совета СССР от 26 апреля 1945 года | за образцовое выполнение заданий командования в боях с немецкими захватчиками при овладении городами Гнев и Старогард и проявленные при этом доблесть и мужество |

| 94-й гвардейский тяжёлый танковый Мариенбургский ордена Кутузова полк | 94-й гвардейский тяжёлый танковый Мариенбургский ордена Кутузова полк        | 94-й гвардейский тяжёлый танковый Мариенбургский ордена Кутузова полк                                                                                 |
| Награда (наименование)                                                | Дата награждения                                                             | За что получена |
| --------------------------------------------------------------------- | ---------------------------------------------------------------------------- | --- |
| Почётное звание «Гвардейский»                                         | присвоено при формировании                                                   | |
| Почётное наименование «Мариенбургский»                                | присвоено приказом Верховного главнокомандующего № 052 от 5 апреля 1945 года | |
| Орден Кутузова III степени                                            | награждён указом Президиума Верховного Совета СССР от 4 июня 1945 года       | за образцовое выполнение заданий командования в боях с немецкими захватчиками при овладении островом Рюген и проявленные при этом доблесть и мужество |

| 95-й гвардейский тяжёлый танковый Гданьский ордена Кутузова полк | 95-й гвардейский тяжёлый танковый Гданьский ордена Кутузова полк           | 95-й гвардейский тяжёлый танковый Гданьский ордена Кутузова полк                                                                                      |
| Награда (наименование)                                           | Дата награждения                                                           | За что получена |
| ---------------------------------------------------------------- | -------------------------------------------------------------------------- | --- |
| Почётное звание «Гвардейский»                                    | присвоено при формировании                                                 | |
| Почётное наименование «Гданьский»                                | присвоено приказом Верховного главнокомандующего № 082 от 17 мая 1945 года | за отличия в боях при овладении городом и крепостью Гданьск (Данциг)                                                                                  |
| Орден Кутузова III степени                                       | награждён указом Президиума Верховного Совета СССР от 4 июня 1945 года     | за образцовое выполнение заданий командования в боях с немецкими захватчиками при овладении островом Рюген и проявленные при этом доблесть и мужество |

## Послевоенная история
11 ноября 1945 года, на основании приказа Народного комиссара обороны СССР № 0013 от 10 июня 1945 года, 30-я отдельная гвардейская тяжёлая танковая бригада была преобразована в 30-й гвардейский тяжёлый танко-самоходный полк (в/ч 86681), с сохранением всех наград и почётных наименований который вошёл в состав 30-й гвардейской механизированной дивизии.

В феврале 1947 года полк перешёл в состав размещавшейся в Гродно 55-й гвардейской стрелковой Иркутско-Пинской, ордена Ленина, трижды Краснознамённой, ордена Суворова дивизия имени Верховного Совета РСФСР (в/ч 61381) и к 10 апреля 1947 года преобразован в танко-самоходный полк. С 15 мая 1957 года — 30-й гвардейский танковый полк 55-й гвардейской мотострелковой дивизии, с 1965 года — 30-й гвардейский танковый полк 30-й гвардейской мотострелковой дивизии. В августе 1968 года в ходе операции «Дунай» вместе с другими частями дивизии введён в Чехословакию. 19 октября 1968 года полк в составе дивизии был включён в ЦГВ и разместился в гарнизоне Оремов Лаз. 1 декабря 1968 года у полка сменилось условное наименование — войсковая часть 41343.
В конце 1990 года полк в составе дивизии был выведен с территории Чехословакии в Белоруссию на новое место дислокации — посёлок Уречье Любанского района Минской области. 31 января 1991 года полк получил новое условное наименование — в/ч 31405.
Вооружение полка на 1990 год: 64 Т-72, 14  БМП-2, 2 БМП-1К, 6 БТР-60, 12 2С1, 2 БМП-1КШ, 1 ПРП-3, 1 ПРП-4, 3 РХМ, 2 Р-145БМ, 2 ПУ-12, 4 МТ-55А.
В 1992 году 30-я дивизия вошла в состав Вооружённых Сил Республики Беларусь, где переформировывалась в гвардейскую отдельную механизированную бригаду, а 30-й гвардейский танковый полк (в/ч 31405) был расформирован.

## Память

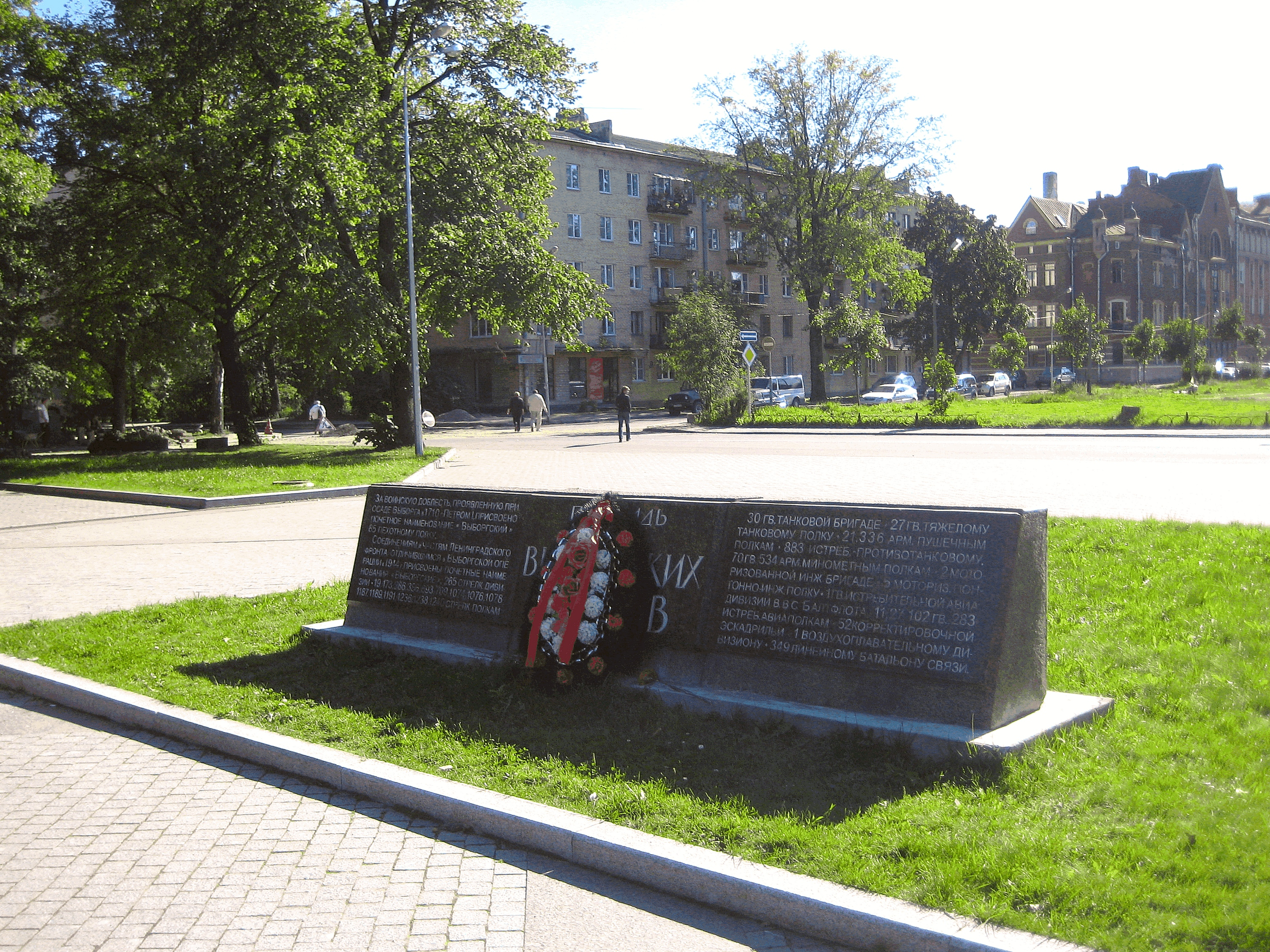
Стела с перечнем выборгских полков

- Наименование 30-й гвардейской танковой бригады увековечено на установленной в 1999 году на площади Выборгских Полков гранитной стеле с названием — «площадь Выборгских Полков» и перечнем воинских подразделений, которым в ходе Северной войны и Великой Отечественной войны присвоено почётное наименование «выборгские».